# ハリアーに関連する作品の一覧

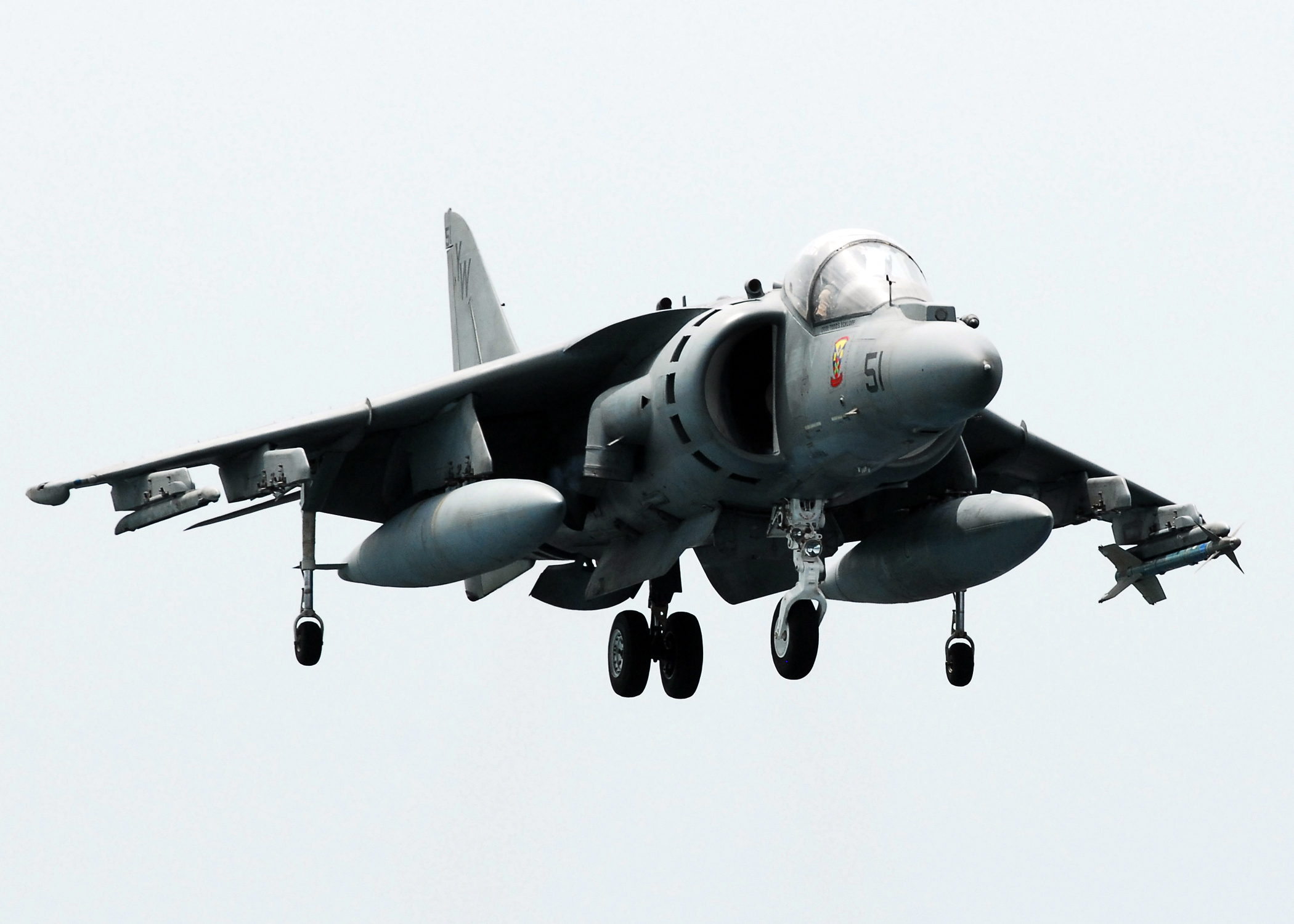
AV-8B ハリアー II

ハリアーに関連する作品の一覧（ハリアーにかんれんするさくひんのいちらん）は、イギリスのホーカー・シドレー社が開発した垂直離着陸機、ホーカー・シドレー ハリアーおよび、その系列機であるBAe シーハリアー、ハリアーII・BAe ハリアー IIに関連する作品の一覧である。

## 映画

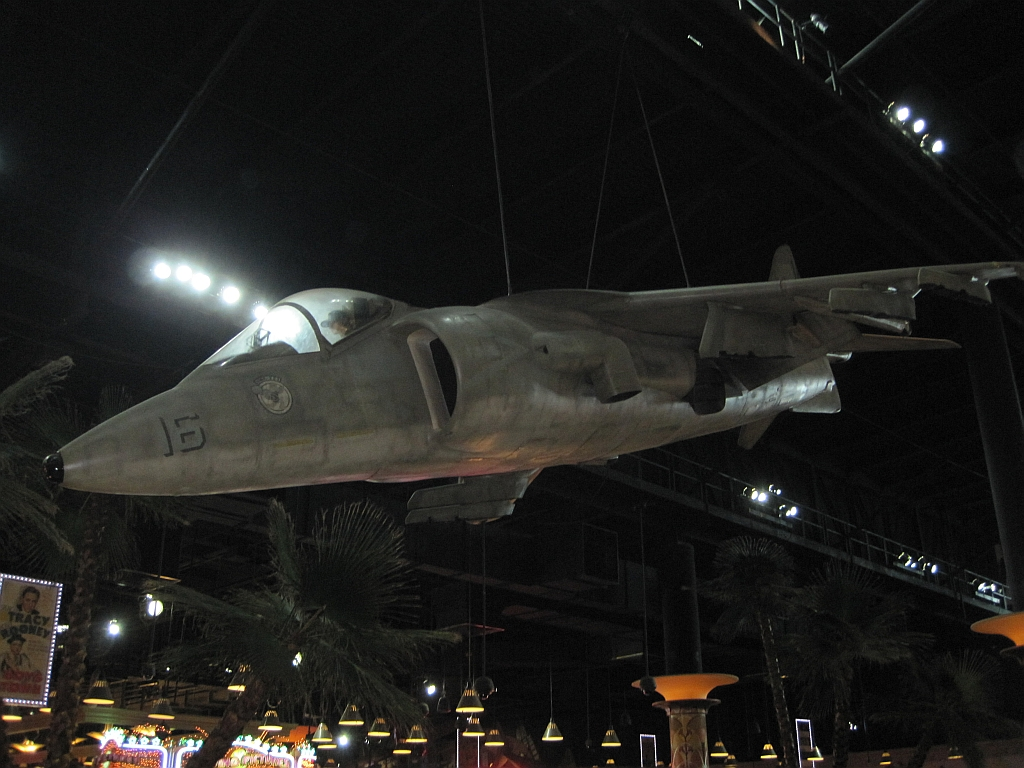
撮影で使用された、ハリアーの模型

『007 リビング・デイライツ』
ソビエト連邦のコスコフ将軍が、亡命時に搭乗する。
『インデペンデンス・デイ』
最終決戦のため、エイリアンの「シティ・デストロイヤー」へ攻撃に向かう航空機の1つとして登場。
『ギララの逆襲/洞爺湖サミット危機一発』
地球防衛軍（TDF）所属機として登場。北海道に出現したギララに対しイギリス首相が立案した「洗脳電波作戦」を実行するため、吊り下げた精神破壊コイルをギララに投下する。
『コンタクト』
北海道パートで、自家用タイプのハリアーが登場。司令船との連絡用に使用される。
『ステイト・オブ・ウォー』
前半に登場。アルゼンチン軍兵士を震え上がらせる。
『ゼブラーマン』
アメリカ軍のハリアーIIが登場。横浜市八千代地区に潜伏している宇宙人を攻撃するため、中性子爆弾を搭載して飛来する。
『トゥルーライズ』
アメリカ海兵隊第223攻撃飛行隊（VMA-223）「ブルドッグス」のハリアーIIが2機登場し、テロリストの車列に機関砲を発射し車両を破壊し、車列の通過している橋をAGM-65 マーベリック空対地ミサイルで破壊するほか、主人公のハリー・タスカーが、支援に訪れた同隊の機体を借りる形で搭乗する。また、終盤ではホバリングしている機体の上でアクションシーンが展開される。
撮影には実物大の模型とともに、アメリカ海兵隊の協力で実物が使用されている。
『ネイビーシールズ』 (2012年の映画)
ローク大尉が電話している途中、飛行甲板からAV-8Bが発進する。
『バトルフィールド・アース』
アメリカ軍の武器庫に保管されていた兵器の1つ。サイクロ人への反抗作戦時の航空戦力として用いられる。1,000年も保管されていたため、脱出装置が作動しないなどの不良がみられる。
『バンブルビー』
本編に登場するディセプティコンのメンバーの1人「シャッター」が、本機の練習機型であるT.2に変形する。
『リターナー』
チベット高原の地下基地のシーンにおいて、地球軍最後の戦闘機、および敵宇宙船が地球軍の地下基地への侵入のために変形した擬態宇宙船として登場する。

## アニメ・漫画
『Z -ツェット-』
エーベルバッハ少佐が搭乗し、部下Zを救出に向かう。
『うる星やつら』
『うる星やつら2 ビューティフル・ドリーマー』
終太郎の愛機&面堂家の航空隊が使用。
『エリア88』
キムの愛機と地上空母の艦載機として登場。
『気分はもう戦争』
航空自衛隊に配備されている。
『巨神ゴーグ』
GAILの部隊がメルカバと共にオウストラル島に投入される。
『ケロロ軍曹』
アニメ版第62話にて登場。
『こちら葛飾区亀有公園前派出所 THE MOVIE』
複座仕様の本機が終盤に登場。
『ザ・サムライ』
南藩都来が移動用に搭乗。
『ジオブリーダーズ』
OVA「ジオブリーダーズ 魍魎遊撃隊 File-X ちびねこ奪還」で、アメリカ海兵隊機が登場。
『続・戦国自衛隊』
戦国時代にタイムスリップしたワスプ級強襲揚陸艦「エセックス」の艦載機として、大阪城攻防編と外伝編に2機が登場。クラスター爆弾やロケット弾を使用し、戦国武者たちを空爆する。
『戦え!超ロボット生命体トランスフォーマー』
サイバトロン・エアーボット副官スリングが変形。
『熱血最強ゴウザウラー』
防衛軍の戦闘機として登場。
『バビル2世』
第12話 ヨミの海上基地へ着陸する場面で登場。
『ブラック・ジャック 空からきた子ども』
ハリアーをモデルにしたベラド共和国の最新鋭VTOL戦闘機「レポール」が登場する。
『フルメタル・パニック!』
アニメ版第5話にて、救出作戦のB-3055・B-3127両名発艦時直前に2秒程登場。また、強襲揚陸潜水艦「トゥアハー・デ・ダナン」の艦載機として架空の発展型「FAV-8 スーパーハリアー」が登場する。
『プランダラ』
アルシアへ侵攻するアビス軍機として登場し、アルシアの住民に対し無差別攻撃を行う。また坂井時風が垂直離着陸の性能を活かし、アビスとアルシア間の移動手段として利用する。なお移動手段として利用する際、坂井時風は機体に乗り込む訳ではなく機体の上に立つ形で利用している。
『遊☆戯☆王』
海馬瀬人が搭乗。
『陸上防衛隊まおちゃん』
AIを内蔵した真っ赤なサポートメカ「はやて」として登場。築島みそらを主翼に乗せてVTOLする。
『ルパン三世シリーズ』
『ルパン三世 ルパンVS複製人間』
アメリカ軍機が登場。次元大介と石川五ェ門が連行された空母「コンステレーション」の飛行甲板から離陸する。
『ルパン三世 ルパン暗殺指令』
武器密売組織「ショット・シェル」のボスであるジョン・クローズが、グアム付近にある本拠地の島までの移動手段として使用する。
『ルパン三世 ワルサーP38』
ルパン三世とヒロインのエレンが、暗殺組織「タランチュラ」の本拠地があるバミューダトライアングル内の孤島へ帰還するために使用する。
『ルパン三世VS名探偵コナン』
架空の国家である「ヴェスパニア王国」の空軍機として登場。立入禁止区域にてヴェスパニア鉱石を採掘していたルパン三世と次元大介を攻撃する。また、終盤では次元大介がこれに搭乗し、石川五ェ門をルパン三世が閉じ込められた金庫がある建物の真上まで輸送する。
『ファントム無頼』
第2巻の1話目「素晴らしき仲間たち」にて、ジョーイ・ヨハンセン中尉が登乗している機体として登場。海軍兵である彼がなぜ海兵隊機を用いることが出来たのかは不明。人命救助に使われたものの、基地司令の太田の愛車を壊してしまい、怒りを買ってしまうという一面もあった。

## 小説
『ARIEL』
国立科学研究所（SCEBAI）の所属機。小説では水玉模様の塗装がされており、「水玉ハリアー」の愛称が付いている。OVAではダークグリーン系に変更されているため、単に「ハリアー」と呼称される。主に研究所員Bが観測やSCEBAI関係者の送迎などに用いる。
『宇宙一の無責任男』
ハリアーそのものは登場しないが、惑星連合宇宙軍のV/STOL戦闘機としてハリアーの直系機という設定の「BAe-AV55N バザード」が登場。形状もハリアーに酷似している。
『原子力空母「信濃」シリーズ』
原子力空母「信濃」の艦載機としてハリアーIIが登場。表向きはFS-Xの開発中止とPKOでの使用を名目としてアメリカから導入するが、導入後にオリジナルの機体に無かった無線アンテナが装備された事をCIAに雇われたスポッターに発見され、日本がアメリカ相手の戦闘を視野に入れた「信濃」の運用を目論んでいることをアメリカが察知するきっかけとなった。
導入された機体は元はアメリカ海兵隊が使用していた中古機であり、先述した無線アンテナの装備の他、機載コンピュータを原型機のものから国産コンピュータに変更し、メモリ容量の問題から対空戦闘能力を削除して空対艦ミサイルの運用を可能とするなどの改修が行われている。また、シリーズ終盤に本土から貨物船を経由して「信濃」と合流するといった描写がある。
『時空戦艦大和』
大和型戦艦「大和」の艦載機として登場。
『続時空戦艦大和』
国産機「破里亜」の名称で登場。
『スーパー・ゼロ』
主人公の那須野治朗によって奪われたXFV-14 スーパー・ゼロ撃墜のため、タラワ級強襲揚陸艦「ベロー・ウッド」から3機のAV-8Bが出撃するも、2機はXFV-14によって、もう1機はアメリカ空軍F-15A イーグルのAIM-9 サイドワインダーによって撃墜される。
『征途』
日本が分断国家となった世界において、海上自衛隊所属機としてシーハリアーを基に改造を加えた「FV1Jハリアー（Jハリアーとも）」が登場。
第3部『ヴィクトリー・ロード』にて、訓練を行う海上自衛隊航空護衛艦「ほうしょう」より発艦しているが、すでにそのシーンにおいて退役寸前の機体であることが記述されているからか、目立った戦闘シーンは描写されていない。
『超空の連合艦隊』（文庫名：『超空の大和』）
第二次世界大戦時から現代へタイムスリップしてきた日本海軍の空母「赤城」「加賀」「蒼龍」「飛龍」に搭載される。第3巻にて、「蒼龍」と「飛龍」はロシア海軍の原子力潜水艦の核弾頭搭載巡航ミサイルによって撃沈されてしまう。
『ネオ・ゼロ』
『復活の日 人類滅亡の危機との闘い――』
TAV-8Bが児童向けリメイク版に登場。元はアメリカの越冬隊が南極に持ち込んでいた海兵隊所属機だったが、MM-88菌による「悪魔風邪」で南極観測隊を除く全人類が死滅してからは、各南極基地の間で要員を往来させるための連絡機として使用される。
『要塞シリーズ』
第1作『ニセコ要塞1986』にて「ハリアーX改」という架空の型番で登場。次作の『十和田要塞1991』『阿蘇要塞1995』では、同機をベースにしたとされる「ハリアーZII」という型番の架空機が登場。
『レヴァイアサン戦記』
西日本帝国海軍に配備。大和型戦艦「大和」の艦載着弾観測機として登場。
『わたしのファルコン』
西日本帝国海軍に配備。大和型戦艦「大和」の艦載着弾観測機として登場。

## ゲーム
『007 エブリシング オア ナッシング』
冒頭に登場。
『ARMA 2』
AV-8Bが登場し、プレイヤーが操作可。垂直離着陸も可能。自由落下爆弾・レーザー誘導爆弾・FLIR・AIM-9 サイドワインダーなどを装備。
『F/A』
GR.5をプレイヤーが操作可能。対空用ショットは4連単発（ただしボタンを押した時と放した時に1発ずつ出る）、対地用にガトリング砲を装備。直線上の攻撃だが幅は広く、当たり判定が機体の中で一番小さく、さらに移動スピードも一番早い、前方集中接近戦型の機体。
『Headbangers: Rhythm Royale』
チャレンジのひとつの背景に駐機中の機体として登場。
『Just Cause 2』
AV-8Bをモデルとした戦闘機「Si-47 Leopard」をパナウ軍が使用している。なお、作中での本機はVTOL機ではなく、単なるSTOL機という扱いになっている。
『Modern Warships』
プレイヤーが操作可能な艦載機として「AV-08ハリアー」の名で登場する。
『Wargame Red Dragon』
NATO陣営のアメリカ軍デッキで使用可能な航空機としてAV-8A・AV-8B・AV-8Cが登場する。
『War Thunder』
アメリカツリーにAV-8A、AV-8Cが、イギリスツリーにGR.1、GR.3、GR.7がそれぞれプレイアブル機種の戦闘機として登場する。
『アフターバーナー』
敵機のひとつとして登場する。
『エースコンバットシリーズ』
基本的に各作品で敵機として登場するが、『エースコンバットAH』のDLCにおいてAV-8B+ ハリアーIIプラスが使用可能機体として登場する。また、次回作の『エースコンバット∞』では敵機・自機ともにAV-8B+ ハリアーIIプラスが登場する。なお、両作品ともに垂直離着陸性能は完全には再現されていない。また、7では洋上プラットフォームを破壊するミッションで渓谷側のプラットフォームから発進してくる。またVRミッションの3で敵が主人公達を奇襲するために使われた。
『エアフォースデルタ』
プレイヤーが搭乗できる機体として登場。『ブルーウィングナイツ』ではアレックス・レヴァインの搭乗機体として使用可能。
『エアロダンシングシリーズ』
『エアロダンシングi』『i 次回作まで待てませ～ん』『エアロダンシング4』にプレイヤーが搭乗できる機体の1つとして登場。
『凱歌の号砲 エアランドフォース』
日本を占拠したアメリカ海軍・イギリス軍の機体として登場。プレイヤーも購入して使用できる。
『空戦乙女☆ヴァージンストライク』
機体そのものではなく擬人化したハリアーの空乙女が複数登場している。
『グランド・セフト・オートシリーズ』
『GTASA』
「Hydra」の名称でAV-8BとF-16 ファイティングファルコンをモデルにした戦闘機が登場する。赤外線誘導ミサイルのほか、フレアを装備している。
『GTAV』
本機とF-35Bをモデルにした戦闘機が「ハイドラ」の名称で登場する。

『コール オブ デューティシリーズ』
『CoD4』
キャンペーンにAV-8Bがちょくちょく登場して爆撃を行うほか、マルチプレイで近接航空支援を要請することができる。
『CoD:MW2』
マルチプレイにおいて、7連続キルストリークとしてAV-8Bが登場する。キャンペーンではVIPの救出を命じられたプレイヤー達の目の前を飛び去る姿が目撃できる。

『サイドワインダーV』
プレイヤーの搭乗機体として登場。
『サイレントスコープ』
シカゴのビルの合間で主人公のヘリと対峙する。ガンポッドと空対空ミサイルを装備。
『ジェットインパルス』
ハリアーそのものは出てこないが、酷似する機体が敵機として登場。
『ストライカーズ1999』
選択可能な自機のひとつとして登場。移動速度が遅い代わりに当たり判定が小さく、サブウェポンの威力が高い。敵を自動で追尾して攻撃を行うスーパーショット「ハンターフォーメーション」を持つ。
『スーパーストリートファイターII Xリバイバル』
GBA用に描き下ろされたガイル用ステージの背景にて登場しており、定期ごとに飛来している。
『ストリートファイターZEROシリーズ』
アメリカ空軍中尉にしてガイルの戦友、ナッシュの愛機。ハリアーの整備は彼自身も得意としており、『ZERO2』のステージ背景に登場する。そのほか『ZERO3』でのエンディングではナッシュの駆るハリアーがベガの逃げ込んだシャドルー基地を空爆し、炎の中なお立ち上がる彼に機関砲でトドメを刺すという描写がある。
『戦場の狼II』
ハリアーをモデルとしたVTOL戦闘機「バッドホーク」が一面ボスとして登場。
『大戦略シリーズ』
同機を採用している生産タイプで使用可能｡VTOL機であるため空軍基地や空港の他に平地などでも運用可能。尚,補給車からの補給も可能｡
『タスクフォースハリアー』
『タスクフォースハリアーEX』
プレイヤー機として登場。

『トムクランシーズ H.A.W.X.』
レベルを上げることによってアンロックされる。「AV-II」と言う名で登場。
『バイオハザード CODE:Veronica』
2機登場し、クリス・レッドフィールドとアルフレッド・アシュフォードがそれぞれ操縦する。
『バイオハザード6』
作中においてネオアンブレラに占拠された中国海軍の空母にて置かれていた複座型がクリス・レッドフィールドとピアース・ニヴァンスによって操縦される。
『メタルギアシリーズ』
『MGS2』
AV-8Bが「ハリアーⅡ」という名称で登場。作中で登場した機体は複座型であり、恐らく本来練習機として運用されるTAV-8Bに武装を施したものと思われる。
プラント編にてソリダス・スネーク率いる混成テロ組織「サンズ・オブ・リバティ」が占拠した海上除染施設『ビッグ・シェル』に持ち込まれており、ビッグ・シェルへのSEALs投入に使用されたSH-60を全機撃墜する。後にヴァンプが操縦、ソリダスがガンナーとなる形で雷電の前に立ちはだかり、雷電はスティンガーミサイルやRGB6を用いて戦うことになる（戦闘前はE脚屋上に駐機されている）。
『MGSV』
証拠隠滅を図るためにクラスター爆弾でキューバの米軍基地を爆撃する。また、基地へ帰還する途中のスネークを追尾するが、狙撃手のクワイエットにキャノピーを撃ち抜かれて撃墜される。

## その他
テレビ番組
『トップ・ギア』
実機が登場し、サーブ・9-5とTopGearテストトラックにてレースを行う。タイムは31秒弱で歴代最速を記録したが、当然ながら自動車ではないという理由で公式記録扱いされていない。

CM
サントリー・BOSS
BOSS7（ボス・セブン）のCM『全世界を敵にまわす』編で登場。出演：神田うの・佐川大輔。
ダイハツ・ムーヴ
ムーヴカスタムのCM『ジェット機』編で登場。パイロット役は柴咲コウ。
ペプシスタッフ
ペプシコが1995年に実施したポイントプログラムのCM。700万ポイントを貯めれば、アメリカ海兵隊のAV-8Bと交換できると謳ったことが訴訟の発端となった。

## 模型類
ハリアーおよびハリアーII共々人気の高い機体のため、国内外でも1/32・1/48・1/72・1/144で各社から発売されている。
また、正確には当機をモチーフ元としたメカとして「銀河の鷲 メガロ・ザマック」からガウォーク・ハリアーがイマイから発売されていた。